# 四谷くんと大塚くん/天才少年探偵登場の巻
『四谷くんと大塚くん・天才少年探偵登場の巻』（よつやくんとおおつかくん てんさいしょうねんたんていとうじょうのまき）は2004年7月21日にTBS系列「水曜プレミア」枠で放送されたテレビドラマ。

## ストーリー
- 問1、「麻薬を売っている親分と子分のヤクザがいました。親分は子分を指して『あれは私の息子だ』と言いました。そこで子分に『あのひとはあなたのお父さんですね』と聞くと、『とんでもない。違いますよ』と答えました。さてこんなことがあるのでしょうか？」
この問題で始まるテレビドラマ。天才児ばかりを集めた学習塾（モデルとして大手中学受験塾である四谷大塚が考えられる）に通う小学五年生、四谷進(真田佑馬)と大塚学(春山幹介)はひょんなことから刑事の黒崎(哀川翔)と知り合い。事件現場に残されたメッセージを解き、行方不明になった同じクラスの鮎川京子(森本更紗)の捜索を決意する。
- 随所に堤幸彦の面白演出が散りばめられており、各キャラクターも面白く放送も好評だった為、DVD化もされている。見所の一つは「哀川翔 のヤクザ役ではなくて刑事役」。OP（opening:オープニング）とED（ending：エンディング）のイラストはプロデュサーの磯山晶が書いている。
- プロデューサーの磯山晶は、子供時代に四谷大塚に通っており、堤幸彦からこの企画が持ち込まれてきて、これを気に入ったことからドラマの話が進んだ。企画途中に、「関西の人には四谷大塚という名前は馴染みが薄いのではないか」という意見も出たが、磯山晶はこのタイトルにこだわった。

## テレビドラマ

### キャスト
- 黒崎五郎(刑事)---- 哀川翔
- 四谷進---- 真田佑馬（子役・ジャニーズJr.）
- 大塚学---- 春山幹介（子役）
- 四谷美咲---- 杉本彩
- 大塚日出子---- 杉田かおる
- 大塚芳樹---- 藤井フミヤ
- 大塚家祖母---- 伊藤きよ・藤村スエ
- 駒田耕平(刑事)---- 小橋賢児
- 上村刑事課長---- 金田明夫
- 中尾洋子(刑事)---- 永作博美
- 岩垣源太郎(組長)---- 白竜
- 暴力団員A---- 上島竜兵
- 暴力団員B---- 小村裕次郎
- 暴力団員C---- 山崎樹範
- 暴力団員D---- 殺陣剛太
- 暴力団員E---- 長坂周
- 容疑者-------- ケラリーノ・サンドロヴィッチ
- 西岡郁夫警察署長-- 鈴木拓 （ドランクドラゴン）
- 利根川戻---- 佐藤二朗
- 佐々木俊一---- 菊池均也
- 鮎川京子---- 森本更紗（子役）
- 朝永振一---- 有薗芳記
- 湯川秀夫---- 野添義弘
- 四谷家お手伝いのコンさん--川俣しのぶ
- 大塚通---- 長谷川成義（子役）
- 女性教師---- 鈴木美妃
- 男性教師---- さとうこうじ
- 佐々木の女---- 氏家恵
- 刑事-------- 市川勉-小林令門-滝沢明弘-屋良学
- TVレポーター----岩尾万太郎
- 婦人警官---- 高以亜希子
- 平川源三---- 不破万作

## スタッフ
- 演出・原案：堤幸彦
- 脚本：蒔田光治
- 音楽：辻陽
- プロデュース・イラスト：磯山晶
- 制作：TBSエンタテインメント

## 主題歌
- 大滝詠一「ウララカ」Sony Music